# Hämeenlinnan Pallokerho Naiset 2016-2017
Questa voce raccoglie le informazioni riguardanti l'Hämeenlinnan Pallokerho Naiset nelle competizioni ufficiali della stagione 2016-2017.

## Organigramma societario
Area direttiva
- Presidente: Ville Kalliomäki

Area tecnica
- Allenatore: Luca Chiappini
- Allenatore in seconda: Sami Stenius
- Scoutman: Flavio Rocca

## Rosa
| N° | Nome                | Ruolo | Data di nascita   | Nazionalità sportiva |
| -- | ------------------- | ----- | ----------------- | -------------------- |
| 1  | Michaela Madsen     | C     | 28 dicembre 1993  | Finlandia            |
| 3  | Katja Kylmäaho      | P     | 21 aprile 1994    | Finlandia            |
| 4  | Oona Yli-Pekkala    | P     | 3 maggio 1995     | Finlandia            |
| 5  | Bryn Kehoe          | P     | 29 maggio 1986    | Stati Uniti          |
| 6  | Karoliina Friberg   | C     | 3 febbraio 1994   | Finlandia            |
| 7  | Hillary Hurley      | S     | 7 novembre 1989   | Stati Uniti          |
| 7  | Kinga Kasprzak      | S     | 12 giugno 1987    | Polonia              |
| 8  | Anna Boricheva      | S     | 24 marzo 1980     | Finlandia            |
| 9  | Noora Venho         | P     | 30 giugno 1992    | Finlandia            |
| 10 | Pihla Pelkiö        | C     | 27 settembre 1989 | Finlandia            |
| 11 | Salla Karhu         | S     | 9 aprile 1994     | Finlandia            |
| 12 | Piia Korhonen       | O     | 12 gennaio 1997   | Finlandia            |
| 13 | Martta Lemola       | S     | 28 marzo 1999     | Finlandia            |
| 14 | Eveliina Rautiainen | L     | 1º aprile 1995    | Finlandia            |
| 15 | Allison Mayfield    | S     | 3 ottobre 1989    | Stati Uniti          |
| 16 | Roosa Nieminen      | C     | 7 febbraio 1997   | Finlandia            |